# Scirtophaca uralensis
Scirtophaca uralensis är en insektsart som beskrevs av Alexander Fyodorovich Emeljanov 1972. Scirtophaca uralensis ingår i släktet Scirtophaca och familjen Dictyopharidae. Inga underarter finns listade i Catalogue of Life.